# ام‌وی نیسکوالی
ام‌وی نیسکوالی (به انگلیسی: MV Nisqually) یک کشتی بود که طول آن ۲۵۶ فوت (۷۸ متر) بود. این کشتی در سال ۱۹۲۷ ساخته شد.